# Rhamphophryne lindae
Rhamphophryne lindae là một loài cóc thuộc họ Bufonidae.
Đây là loài đặc hữu của Colombia.
Môi trường sống tự nhiên của chúng là vùng núi ẩm nhiệt đới hoặc cận nhiệt đới.
Chúng hiện đang bị đe dọa vì mất nơi sống.